# موریتس لودویگ
موریتس لودویگ (آلمانی: Moritz Ludwig؛ زادهٔ ۱۴ سپتامبر ۲۰۰۱) بازیکن هاکی روی چمن اهل آلمان است.